# 胡源汇

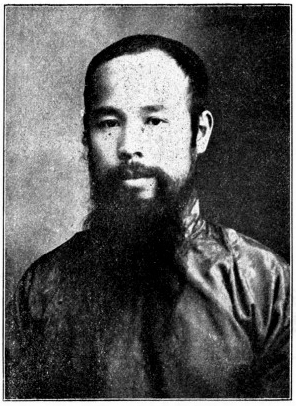
胡源汇

胡源汇（19世纪1881年或1896年—1948年），字海门，后以字行，河北永年人，中国近代政治人物。

## 生平
胡源汇早年留学日本，毕业于早稻田大学政治经济科。回国后，曾任北洋法政专门学校校长、北京法政专门学校教员。1912年出任直隶临时省议会议长。次年，当选为中华民国第一届国会众议员。此后又从事教育事业，1917年出任财政部印刷局局长。1933年，担任河北省政府委员。次年兼任河北省建设厅长，1935年辞职。后来，他参加了张君劢领导的中国民主社会党，并任中央常委。1947年由该党提名，出任国民政府委员。1948年，当选第一届国民大会代表。出席此次国大后回北平不久，胡源汇去世。

## 家庭
胡源汇出身名门，其嗣父（也是叔父）胡景桂为清末山西巡抚。知名导演胡金铨为其侄（也即胡景桂之孙）。